# 생성 모델
생성 모델(Generative model)은 분포에 맞는 데이터를 생성해내는 통계 모델이다. 생성형 인공지능도 생성 모델의 일종이다.
통계적 분류에서는 두 가지 주요 접근 방식을 생성적 접근 방식과 차별적 접근 방식이라고 한다. 이러한 계산 분류기는 통계적 모델링 정도가 다른 다양한 접근 방식으로 분류된다. 용어는 일관성이 없지만 제바라(Jebara, 2004)에 따르면 세 가지 주요 유형을 구분할 수 있다.
1. 생성 모델은 주어진 관찰 가능한 변수 X와 목표 변수 Y에 대한 결합 확률 분포 P(X,Y)의 통계 모델
2. 판별 모델은 관찰 x가 주어졌을 때 대상 Y의 조건부 확률 P(Y | X = x) 모델, 그리고
3. 확률 모델을 사용하지 않고 계산된 분류자 (대략적으로 "차별적"이라고 한다)

## 같이 보기
- 판별 모델
- 그래프 모형